# Centre Presse (Aveyron)
 (décembre 2023).
Pour les articles homonymes, voir Centre Presse.
Centre Presse - Le Journal de l'Aveyron est un quotidien départemental de l'Aveyron, dont le siège est à Rodez. Il fait partie du groupe Les Journaux du Midi, qui faisait partie du pôle Presse écrite régionale du groupe Le Monde avant d'être vendu en 2007 au groupe Sud Ouest puis en 2015 au groupe La Dépêche du Midi. Sa régie publicitaire locale et nationale est contrôlée par Midi Médias Publicité.
Centre Presse - Le Journal de l'Aveyron, qui n'a qu'une seule édition, est le quotidien le plus vendu en Aveyron.
Son influence s'étend dans le nord et le centre de l'Aveyron, en incluant l'agglomération de Rodez. Dans une moindre mesure, il est aussi répandu dans l'ouest Aveyron (Villefranche-de-Rouergue et Bassin de Decazeville) en concurrence notamment avec La Dépêche du Midi. Il est beaucoup moins répandu dans le sud Aveyron (Millau et Saint-Affrique) où son principal concurrent est Midi Libre.
En juin 2013, le site www.centrepresseaveyron.fr a vu le jour ainsi qu'une application iPad et Android.

## Historique
Centre Presse, le journal de l’Aveyron est issu du Rouergue Républicain, qui succède lui même en 1944 à l’Union Catholique. Le nom Centre Presse apparaît en 1953 avec le rachat du Rouergue Républicain par Robert Hersant. Il veut alors créer un quotidien régional qui couvrirait le centre de la France. En 1982, en vertu des nouvelles lois sur la presse, Robert Hersant vend Centre Presse à Midi Libre.
Le 26 juin 2000, la société éditrice du quotidien national Le Monde fait une entrée fracassante en prenant le contrôle du journal. Cette année-là, le vieux format Centre Presse passe en format tabloïd avant d'évoluer vers un format demi-berlinois, le 11 janvier 2005.
Depuis octobre 2008, en raison de la chute des ventes, des restrictions budgétaires avec le Midi libre et par la vente au groupe Sud Ouest, le journal est passé dans un nouveau format plus grand, le format berlinois. Il a supprimé son supplément L'Aveyronnais du dimanche, tout en conservant la moitié de ses rubriques. 
En juin 2015, le groupe La Dépêche du Midi devient le nouveau propriétaire du journal en rachetant au groupe Sud Ouest Les Journaux du Midi.
En avril 2019, le supplément L'Aveyronnais du dimanche fait de nouveau son apparition.

## Caractéristiques
Sa lecture en fait un journal complet, avec plus de 150 correspondants répartis dans les plus petits villages et une équipe de journalistes professionnels basés à Rodez et dans des bureaux décentralisés des Journaux du Midi à Espalion, Decazeville et Villefranche-de-Rouergue.

## Rédaction en chef
Au 15 avril 2021, le directeur de la publication est Bernard Maffre et le responsable de la rédaction est Serge Gélis.

## Diffusion
| Année | Diffusion France payée | Diffusion totale payée | Diffusion totale |
| ----- | ---------------------- | ---------------------- | ---------------- |
| 2019  | 16 221                 | 16 221                 | 16 626           |
| 2018  | 15 833                 | 15 833                 | 16 230           |
| 2017  | 16 228                 | 16 228                 | 16 622           |
| 2016  | 16 720                 | 16 720                 | 17 103           |
| 2015  | 17 098                 | 17 098                 | 17 467           |
| 2014  | 17 473                 | 17 473                 | 17 858           |

## Prix
Du lundi au vendredi : 1,00 euro ; du samedi : 1,30 euro avec TV Magazine et du dimanche : 1,20 euro avec le supplément L'Aveyronnais.

## Rubriques
Principales rubriques du lundi au samedi :
- Aveyron
- Rodez
- Rodez Sports
- Onet-le-Château
- Luc-la-Primaube
- Rodez Agglo
- Vallon - Rignacois
- Ségala
- Lévézou - Réquistanais
- Causse - Laissagais - Séveragais
- Espalion
- Aubrac - Carladez
- Lot et Truyère
- Decazeville
- Bassin et Montbazinois
- Villefranche-de-Rouergue - Villefranchois
- Millau - Sud Aveyron
- Carnet (avis de décès)
- France - Monde (actualités nationales et internationales, bourse)
- Cinéma (le mercredi)
- Sports
- Annonces (petites annonces, annonces légales)
- Détente (jeux et feuilleton)
- Télévision et hippisme
- Votre journée (météo, horoscope, jardinage et éphéméride)

Le dimanche, le journal reprend des rubriques de la semaine, en y rajoutant une partie magazine (exemples d'articles) :
- Histoire - Patrimoine
- Lectures
- Rencontre - Portrait - Découverte
- Livres
- Musiques
- Pêche
- Cuisine

Le dimanche, le journal est vendu avec un supplément L'Aveyronnais qui traite de l'actualité des Aveyronnais expatriés à Paris, dans le reste de la France ou à l'étranger.